# Nota de álbum

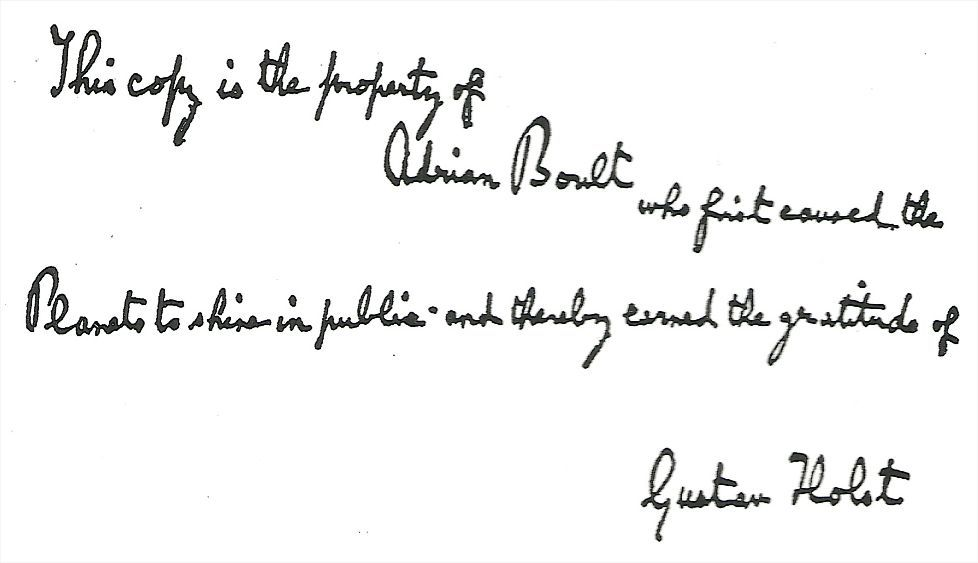
Notas de álbum escritas a mano por Gustav Holst en la copia de Adrian Boult de la partitura de Los Planetas (EMI CD 5 66934 2).

Las notas de álbum son las escrituras que se encuentran impresas en los álbumes de música físicos, o bien en los folletos que generalmente se incluyen dentro de ellos, de discos compactos (CD), discos de vinilo y casetes.

## Origen
Las notas de álbum se descienden de las notas del programa para conciertos musicales, y se convierten en notas que se imprimieron en la funda interna utilizada para proteger un disco de vinilo tradicional de 12 pulgadas, es decir, un álbum de larga duración o de vinilo. El término desciende del nombre "record liner" o "album liner". Las notas del álbum sobrevivieron a los cambios de formato de vinilo LP a casete a CD.  Estas notas pueden ser fuentes de información sobre el contenido de la grabación, así como temas culturales más amplios.

### Datos relevantes
Estas notas a menudo contienen una mezcla de material fáctico y anecdótico. Se incluyen datos relevantes como el sello discográfico emisor, la licencia de derecho de autor, las personas involucradas en la creación del álbum aparte del cantante o grupo de música principal: diseñadores, músicos, técnicos de sonido, editores, productores... etc. A menudo aparece la discografía completa del artista. 
También da lugar para incluir opiniones y reseñas de personas con el reconocimiento para hacerlo (críticos, musicólogos,  periodistas musicales...), una costumbre que se ha extinguido en gran medida, particularmente en álbumes recopilatorios, box sets... en Japón es tradición incluir reseñas para artistas extranjeros. 
Muchas notas de álbum incluyen las letras de las canciones en el álbum completas.

### Biografías
En la actualidad, las notas de álbum pueden incluir información biográfica sobre el músico, así como los agradecimientos a personas o compañías involucradas en la producción del álbum. También pueden dar detalles sobre el alcance de cada pieza musical y, a veces, ubicarlos en un contexto histórico o social. Las notas de álbum para grabaciones de música clásica a menudo proporcionan información en varios idiomas; Si la pieza incluye partes vocales, a menudo incluirán un libretto, posiblemente también traducido a varios idiomas.

### Metadatos
Las notas de álbum a veces proporcionan metadatos que pueden ayudar al catalogar colecciones privadas o públicas de grabaciones de sonido. Sin embargo, los metadatos proporcionados en las notas de álbum varían considerablemente dependiendo del estudio o sello que produjo el disco.